# Lythrum tribracteatum
Lythrum tribracteatum är en fackelblomsväxtart som beskrevs av Sprengel. Lythrum tribracteatum ingår i släktet fackelblomstersläktet, och familjen fackelblomsväxter. Inga underarter finns listade i Catalogue of Life.